# Trauma (I Prevail)
Trauma è il secondo album in studio del gruppo musicale statunitense I Prevail, pubblicato nel 2019.

## Tracce
1. Bow Down – 4:02
2. Paranoid – 2:24
3. Every Time You Leave (featuring Delaney Jane) – 3:36
4. Rise Above It (featuring Justin Stone) – 3:04
5. Breaking Down – 3:26
6. DOA – 3:16
7. Gasoline – 2:33
8. Hurricane – 3:43
9. Let Me Be Sad – 3:34
10. Low – 2:45
11. Goodbye (Interlude) – 1:42
12. Deadweight – 3:04
13. I Don't Belong Here – 3:41

## Formazione
- Brian Burkheiser – voce melodica
- Eric Vanlerberghe – voce death
- Steve Menoian – chitarra, basso
- Dylan Bowman – chitarra, cori
- Gabe Helguera – batteria, percussioni